# Айтоски клин
Айтоски клин (Astragalus aitosensis, син. Astracantha aitosensis или Astracantha arnacantha) е вид растение от семейство Бобови (Fabaceae). Ендемичен за България вид. Реликт. Известен е още и като бодливо сграбиче, (айтоски) генгер, айтоско клинавче. Включен е в Червената книга и в Закона за биологичното разнообразие.

## Разпространение
Видът е характерен за съвсем малък район в Източна Стара планина, най-южните разклонения на Айтоска планина. Популацията заема площ от 1222,5 ha по хълмовете около град Айтос и съседните села Съдиево, Лясково, Зетьово, Зайчар и Карагеоргиево при надморска височина над 90 метра.

## Местообитание
Айтоският клин представлява вид характерен за типичните ксерофитни растителни съобщества. Обитава сухи, каменливи терени с неутрална до алкална реакция на почвата. Расте в условия на преходно-континентален климат характерен с екстремно високи и ниски температури и периодични засушавания през лятото върху местности изградени от вулканични скали (андезити, вулканични туфи) и отчасти към варовици (мергели, мергелни варовици, конгломерати). Терените, където се среща представляват разлати склонове и заоблени билни места на хълмисти възвишения. Релефът е изпъкнал – наклонът варира от 5° до 45°. Изложението е предимно южно, но се срещат и западни, източни и северни експозиции. Почвите са канелени, силно ерозирани или неразвити, бедни и с ниско овлажняване, а в отделни случаи съобществата заемат пукнатините на скални излази.

## Описание
Айтоският клин е бодливо плътнотуфесто ниско храстче. Корените му са мощни, а стъблата са гъсто разклонени, високи около 30 – 50 cm. Клонките са дълги 3 – 8 cm, силно сближени, а междувъзлията са вълнести, гъсто покрити с бодливите оси на листата и с прилистници. Листата са сложни, чифтоперести, с дължина 2 – 4 cm. Те са по 4 – 5 двойки, 10 – 16 mm дълги, 2 – 3 mm широки, с ланцетна форма. На върха си са бодилесто заострени, насочени с върховете си нагоре, а от двете си страни гъсто сиво напластени. Цветовете са приседнали по двойки, сбити в дъното на листните пазви. Венчето белезникавожълто или розово, флагчето му е дълго между 14 и 18 mm. Цъфти от май до юли, а плододава юли – август. Плодът е боб, дълъг 2 – 5 mm, гъстовлакнест. Семената са бъбрековидни. Размножава се със семена и вегетативно.

## Опазване и мерки за защита
Урбанизацията в района около Айтос, пожарите, залесяването с иглолистни култури, както и използването му в миналото като сух фураж за зимните месеци са опасностите за това растение. Видът е защитен съгласно Закона за биологичното разнообразие. Включен е в Червената книга на България. Части от популацията му се намират природните забележителности Находище на Бодливо сграбиче и защитените местности Трите братя и Хисаря. Цялото находище на местообитанието е включено в защитена зона „Айтоска планина“ от Европейската екологична мрежа Натура 2000.